# Pythium
Pythium es un género de Oomycetes parásitos. Puesto que este grupo de organismos una vez fueron clasificados Fungi, algunas veces todavía son tratados como tales.

## Morfología
- Hifas. Pythium, como otros géneros de la familia Pythiaceae, se caracterizan por la producción de hifas cenositicas (sin septos).

- Oogonia. Generalmente contienen una única oospora.

- Anteridio. Contienen un anteridio alargado.

## Importancia ecológica
Muchas especies de Pythium, junto con sus parientes cercanos, Phytophthora, son patógenos de plantas de importancia económica en la agricultura. Pythium ocasiona la podredumbre común de las raíces de las plantas. Esta es una enfermedad muy común en el campo y los invernaderos, donde el organismo mata a las plantas en los semilleros recién plantados (Jarvis, 1992). Esta enfermedad por lo general implica relaciones complejas con otros hongos como Phytophthora y Rhizoctonia.
Las distintas especies de Pythium tienden a ser muy inespecíficos y generalistas en su gama de huéspedes. Cada especie puede infectar a una amplia gama de huéspedes (Owen-Going, 2002), mientras que las especies de Phytophthora son generalmente más específicos con respecto al huésped. Por esta razón, las especies de Pythium son más devastadores en las cosechas, puesto que la rotación de cultivos por sí sola a menudo no puede erradicar al agente patógeno. El barbecho tampoco erradica al patógeno puesto que Pythium también es un saprofito y va a sobrevivir mucho tiempo en materia vegetal en descomposición.
Sin embargo, los daños ocasionados por Pythium se limitan a un área de los cultivo. Esto se debe la poca movilidad de las zoosporas, que necesitan una superficie de agua para trasladarse y a la capilaridad de las partículas del suelo, que tienden a actuar como un filtro natural. En los sistemas hidropónicos en invernaderos, donde las plantas de extensos monocultivos se mantienen en solución nutritiva (que contienen nitrógeno, potasio, fosfato y micronutrientes) que se recircula continuamente en los cultivos, Pythium puede causar una extensa y devastadora podredumbre de las raíces (Jarvis, 1992; Owen-Going, 2002, Owen-Going et al., 2003). La podredumbre de las raíces afecta a todo el cultivo (decenas de miles de plantas, en muchos casos) en un plazo de dos a cuatro días (Owen-Going, de 2002, Owen-Going et al., 2003). 
Sin embargo, varias especies de Pythium, incluyendo P. Oligandrum, P. Nunn, P. Periplocum y P. acanthicum son micoparásitos de hongos y oomycetes parásitos, por lo que han recibido gran atención como agentes de control biológico.